# Округ Колингсворт (Тексас)
Округ Колингсворт (енгл. Collingsworth County) је округ у америчкој савезној држави Тексас. По попису из 2010. године број становника је 3.057.

## Демографија
Према попису становништва из 2010. у округу је живело 3.057 становника, што је 149 (4,6%) становника мање него 2000. године.
| Група             | 2000.         | 2010.         |
| Белци             | 2.289 (71,4%) | 1.937 (63,4%) |
| Афроамериканци    | 171 (5,3%)    | 134 (4,4%)    |
| Азијати           | 6 (0,2%)      | 4 (0,1%)      |
| Хиспаноамериканци | 655 (20,4%)   | 916 (30,0%)   |
| Укупно            | 3.206         | 3.057         |